# 張百揆
张百揆（1808年—？），字吟舫，浙江萧山人。清朝官員。

## 生平
清道光二十年（1840）庚子科一甲第三名進士（探花）。授翰林院编修。歷官廣東廉州府知府。官至广东惠潮嘉道，曾攝学政事务时。任內選拔學子中，以南海潘衍桐最為著名。